# Player (film)
Player è un film del 2013 diretto da Tomas Villum Jensen ed interpretato da Casper Christensen e Rasmus Bjerg. Altri attori che hanno recitato nel film sono Ellen Hillingsø, Lars Brygmann, Mille Hoffmeyer Lehfeldt, Lisbeth Wulff, Jens Jørn Spottag, Lise Koefoed e Ditte Arnth.

## Trama
L'avvocato Michael Helge si reca in Costa Azzurra, nel sud della Francia, per risolvere un caso di divorzio. Ma quella che avrebbe dovuto essere una questione di routine, invece, finisce con Michael che viene derubato di 10 milioni di corone. Fortunatamente incontra il suo vecchio amico Theo, che fa il giocatore d'azzardo. Insieme, i due escogitano un piano laborioso per rimettere le mani sui 10 milioni rubati.

## Produzione
Con un budget di 19 milioni di corone, il film è stato girato nell'autunno del 2012 a Mentone, nel sud della Francia.